# Телеклуб
«Телеклуб» — колишній проєкт «RTVi» та групи «Телекіно», виробника телесеріалів російською мовою. У програмі телеканалу було представлено серіальну класику, продовження популярних російських серіалів, а також прем'єри. Транслювався на частоті телеканалу «Дитячий світ» після завершення вечірніх програм останнього.

## Історія
На початку 2000-х років кіностудії, підконтрольні холдингу «Медіа-Міст» («НТВ-Кіно», «КіноМіст», «Новий російський серіал»), зняли близько 300 годин російської серіальної бібліотеки, а серіали їх виробництва транслювалися на каналах НТВ і ТНТ загальним обсягом 13 годин на тиждень. У грудні 2000 року голова ради директорів ТНТ Сергій Скворцов вперше озвучив ідею трансляції знятих ними російських серіалів або на окремому каналі, або у форматі блоку програм на частоті «Дитячого світу» після закінчення останніх передач. Спочатку це планувалося здійснити на базі «НТВ-Плюс» протягом 2001 року, проте події навколо активів «Медіа-Мосту» трохи змінили концепцію та терміни реалізації проєкту.
Під впливом Володимира Гусинського залишилася компанія «НТВ-International» (з 2002 року — RTVi), що займалася з кінця 1990-х років поширенням мовлення каналів «Наше кіно» та «Дитячий світ» на зарубіжні країни. Після остаточного переходу «НТВ-Плюс» під контроль «Газпром-Медіа» RTVi переоформила володіння каналами «Наше кіно» та «Дитячий світ» на себе, в результаті запуск телеканалу стався вже на базі нового власника, керувати яким перейшов колишній генеральний директор «НТВ-Плюс» Євген Якович.
З 29 грудня 2012 року час мовлення скорочено з 9 до 6 години. Побудована нова сітка мовлення, що складається із шести лінійок серіалів. Це пов'язано з тим, що споріднений телеканал «Дитячий світ» навпаки, збільшив час свого мовлення з 12 до 18 години.
З 18 жовтня 2017 року на каналі відбулися масштабні зміни: з ефіру зникли власні заставки каналу (замість них транслювалася заставки реклами та ЗМІ «Дитячого світу»), видозмінився логотип, з'явилися короткі освітні ролики замість годинника, який транслювався у перерві між серіалами, та серіалами  блок, який став повторюватися з каналу "Світ Серіалу".
У ніч проти 14 травня 2018 року канал припинив мовлення. Таким чином, телеканал «Дитячий світ» став транслюватися цілодобово в усіх мовних середовищах.